# VGA Planets
VGA-Planets ist in Version 1 bis 4 ein rundenbasiertes, strategisches PC-Postspiel für DOS (bis Version 3) und Windows (ab Version 3.5), erfunden und produziert als Shareware von Tim Wisseman. Die Umsetzung der Version 5 ist das erste MMOG-Browserspiel im VGA-Planets-Universum.
Laut golem.de ist es der populärste Vertreter der Play-by-E-Mail-Spiele und hat als Inspiration für nachfolgende Titel wie Stars! oder XPace gedient. VGA Planets hat sich nach eigenen Angaben über 65.000-mal verkauft. Das Spiel war in der Mailbox-Szene recht beliebt. Andere Anbieter haben zahlreiche Erweiterungen entwickelt.
Bekannt geworden ist VGA-Planets Ende 1993 mit der Version 3, wurde jedoch bereits seit 1992 als Version 2.2 weltweit gespielt. Es können bis zu elf Spieler teilnehmen. Jeder Spieler übernimmt eine von elf möglichen Rassen, die bekannten Rassen aus Star Trek, Star Wars und Kampfstern Galactica nachempfunden sind. Jeder Spieler beginnt mit einem Heimatplaneten und muss Raumschiffe bauen, die Galaxis erkunden, weitere Planeten besiedeln, Rohstoffe fördern, Industrie aufbauen etc.
Das Spiel gibt keine Siegbedingung vor, die Spieler müssen sich vor Beginn darauf einigen. Außerdem wird ein Host (ein PC als Server) benötigt. Der Host nimmt die Züge der Spieler entgegen, wertet diese aus und erstellt für jeden Spieler einen neuen Spielstand. Dieser Vorgang kann voll automatisiert ablaufen, und für den Host ist keine Lizenz notwendig. Lokale Netzwerke und Online-Spiele waren damals noch nicht verbreitet, daher wurde VGA-Planets vorwiegend als Postspiel abgewickelt, die Dateien mit Zugdaten bzw. Spielstand wurden per E-Mail übertragen, etwa innerhalb des FidoNet-Netzwerks. Mittlerweile gibt es mehrere Erweiterungen, die einen direkten Austausch der Spieldaten über das Internet erlauben.

## VGA-Planets 3

### Spielprinzip
VGA-Planets ist rundenbasiert. Jede Aktion nimmt genau eine Runde in Anspruch. Allerdings können Schiffe und Planeten in der Runde mehrere verschiedene Aktionen durchführen, z. B. die Tarnvorrichtung aktivieren, Kolonisten einladen und sich bis zu 81 Lichtjahre weit bewegen.
Jeder Spieler versucht in der Regel sein Reich so weit wie möglich auszuweiten und den Widerstand der anderen Spieler zu brechen. Dies erreicht er durch Kombination sehr einfacher Einzelaktivitäten, die sich zu logistischen Strategien und militärischen Taktiken zusammenfügen.
Es gibt vier verschiedene Rohstoffe (Neutronium, Tritanium, Duranium, Molybdenum), wovon Neutronium als Treibstoff für die Raumschiffe benötigt wird.
Der Spieler entscheidet für jede seiner Planeten über den Bau von Minen zur Rohstoffgewinnung, Fabriken zur Herstellung von Vorräten (Supplies), Anzahl der Verteidigungsanlagen und einen Steuersatz zur Eintreibung von Geld (Megacredits). Sofern genug Rohstoffe und Geld zur Verfügung stehen, kann er entscheiden, diese für den Bau einer Basis an diesem Planeten einzusetzen, wodurch der Planet in Zukunft in der Lage ist, sich besser zu verteidigen und Schiffe zu bauen. Der Ausbau von Planeten ist einfach gehalten. Der Spieler entscheidet lediglich über die Anzahl der Minen, woraus sich die Abbaumenge der verschiedenen Rohstoffe ergibt. Er muss nicht für jeden Rohstoff einzeln über die Anzahl der Minen entscheiden. Auf diese Weise hat jeder Planet fünf Steuerungsparameter, nämlich Minen, Fabriken, Verteidigungsanlagen, Steuersatz der Kolonisten, Steuersatz der nativen Bevölkerung. Der Bau von Minen, Fabriken und Verteidigungsanlagen kostet Vorräte und Megacredits. Die Anzahl ist begrenzt durch die Zahl der auf dem Planeten vorhandenen Kolonisten.
Für jede Basis wird festgelegt, welches Schiff an der Basis gebaut wird. Hierfür werden Rohstoffe und Geld benötigt, die an der Basis vorrätig sein müssen. Jede Rasse kann aus maximal 20 verschiedenen Schiffstypen wählen. Für jedes Schiff können die Triebwerke, die Strahlenwaffen und ggf. die Torpedorohre frei bestückt werden. Dafür stehen jeweils zehn verschiedene Technologiestufen mit unterschiedlichen Eigenschaften und Rohstoffverbräuchen zur Verfügung. Beim Bau eines Schiffes ist also abzuwägen, welche Fähigkeiten ein Schiff besitzen soll und wie viele Rohstoffe das dann kostet.
Für jedes Schiff entscheidet der Spieler, mit welcher Ladung es versehen werden soll (Kolonisten, Rohstoffe, Geld, Vorräte) und wohin es reisen soll. Mit Schiffen verfolgt der Spieler zwei Zwecke. Zunächst einmal gibt es den logistischen Aspekt, denn er muss dafür sorgen, dass die auf verschiedenen Planeten produzierten Rohstoffe und Vorräte dorthin gebracht werden, wo sie zum Bau von Basen und Schiffen benötigt werden. Darüber hinaus werden Schiffe natürlich auch dazu verwendet, das eigene Reich zu verteidigen und Gebiete anderer Spieler zu erobern. Dafür können auch Minenfelder ausgelegt werden, deren Durchquerung für Schiffe feindlicher Rassen mit einer Wahrscheinlichkeit zu Schaden führt, die mit der zurückgelegten Strecke im Minenfeld zusammenhängt.
Kampfschiffe können zwei Arten von Munition gebrauchen: Torpedos und Kampfjäger. Der Bau von Torpedos ist überall möglich, Kampfjäger können nur an Basen gebaut werden. Ausnahme sind einige Rassen, die die Spezialfähigkeit besitzen, Kampfjäger überall bauen zu können.
Um einen Planeten zu kolonisieren, muss der Spieler mit einem Schiff Kolonisten abladen und für Vorräte und Geld sorgen.

### Spielfreiheit
Die Spieler einigen sich vor Spielbeginn auf ein Spielziel. In der Regel wird vom Spielleiter – also demjenigen, der das Spiel und die Spielkonfiguration erstellt – ein Vorschlag ausgearbeitet und Spieler werden aufgefordert, teilzunehmen. Mögliche Ziele sind:
- Die meisten Punkte nach 80 Spielzügen erreichen (verschiedene Bewertungsmaßstäbe können angesetzt werden)
- Alle anderen Rassen besiegen
- Wer seine Heimatwelt verliert, hat sofort verloren
- Mehr als 40 % aller Planeten besitzen
- Die meisten Planeten nach 100 Spielzügen zu besitzen
- Abstimmung unter den Spielern, sobald die Mehrheit der noch im Spiel befindlichen Spieler sich mehrheitlich auf einen Sieger einigen kann

Der Spieler hat sehr viele Möglichkeiten, an das Spiel heranzugehen. Ein Spieler kann die Entscheidung treffen, entweder seine Rohstoffe zu konzentrieren, um möglichst früh starke Schiffe bauen zu können oder die knappen Ressourcen zu Spielbeginn so einzusetzen, möglichst viele Planeten zu kolonisieren. Das Erobern fremder Planeten kann nur mit genügend Treibstoff und Nachschub gelingen. Auch Diplomatie zur Bildung von Nichtangriffspakten, Handel und Allianzen spielt eine große Rolle.

### Individualität der Rassen
Jede der elf Rassen, die an einem Spiel teilnehmen können, hat einzigartige Merkmale und individuelle Schiffstypen, aus denen sie auswählen kann. Jede Rasse muss das jeweilige Spielziel auf ihre eigene Weise erreichen. Es gibt Rassen mit tarnfähigen Schiffen, die heimlich operieren und überraschend angreifen können. Gegen die großen Schiffe anderer Rassen müssen sie im Zweikampf herbe Verluste einstecken. Es gibt nur zwei Rassen, die gegnerische Schiffe mit einem ihrer Schiffstypen enttarnen können. Diese Schiffe sind unter Umständen wertvolles Handelsgut.

### Begrenzte Flotte
Mit dem Timhost ist das Spiel auf maximal 500 Schiffe begrenzt. Eine Spezialversion von Timhost und PHost gestatten die Verwendung von bis zu 999 Schiffen, allerdings ist die Standardkonfiguration auf 500 Schiffe eingestellt.
Mit Erreichen dieser Begrenzung können die Spieler nicht mehr so viele Schiffe bauen, wie sie aufgrund der Zahl ihrer Basen eigentlich könnten. Neue Schiffe werden erst dann gebaut, wenn alte den Platz räumen. Dies geschieht entweder durch Vernichtung im Kampf oder durch die beabsichtigte Verschrottung durch den Besitzer.

### Spielclients
Für VGA-Planets 3 stehen verschiedene Clients zur Verfügung, mit denen die Spieler ihre Spielzüge durchführen können. Da für die Umsetzung der Befehle ein Host verwendet wird, arbeiten alle Clients offline und geben lediglich eine Datei mit den Befehlen an den Host (per E-Mail oder via Upload).
Der ursprünglich für VGA-Planets entwickelte Spielclient ist in der Community zwar noch verbreitet, allerdings gibt es einige Neuentwicklungen, die dem Spieler mehr Übersicht verschaffen und einige bequeme Funktionen besitzen, mit denen man sein Imperium leichter steuern kann.
Das von Stefan Reuther entwickelte Planets Command Center (PCC) ist dem Client von Tim Wisseman stark nachempfunden. Es ist allerdings mit vielen Erweiterungen versehen und besser konfigurierbar. Außerdem stellt Stefan Reuther auf seiner Webseite noch verschiedene Tools zur Verfügung, mit denen man seine Spielzüge besser und spaßiger gestalten kann. Dort gibt es einen VCR-Viewer (PlayVCR), mit dem man sich Kampfberichte schöner darstellen lassen kann und einen Schiffslistenviewer (CCSHIPS), der alle Schiffseigenschaften übersichtlich darstellt. Gerade in Verbindung mit alternativen Schiffslisten ist CCSHIPS ein unverzichtbares Werkzeug.
Der Client VGA Planets Assistant (VPA) hat eine stark vom ursprünglichen Client weiterentwickelte Darstellung. Während der gesamten Spielzeit wird in einem großen Bereich des Bildschirms die Sternenkarte gezeigt, während begleitend Informationen von ausgewählten Spielelementen in einer Spalte am Rand angezeigt werden.
Mit beiden beschrieben Spielclients lassen sich für Timhost sowie für PHost Spielzüge erstellen.

### Hosts
Der erste von Tim Wisseman bereitgestellte Host (Timhost) legte den Kernumfang und das Hauptspielprinzip von VGA-Planets fest und wurde häufig aktualisiert. Er wird auch heute noch gerne verwendet.
Aufgrund der eingeschränkten Konfigurierbarkeit und dem Umstand, dass Timhost nur unter Windows lauffähig ist, wurde ein Portable Host (PHost) entwickelt. Dieser bietet erheblich mehr Konfigurationsparameter an und ist auch von der Spielstruktur her flexibler als Timhost, außerdem ist er auch für Linux-Systeme kompiliert worden. PHost folgt eigenen Regeln, prinzipiell wurde bei der Entwicklung jedoch weitgehend darauf geachtet, die Funktionalität und die Berechnungen des Timhost beizubehalten und andere Regeln optional per Konfigurationsparameter zur Verfügung zu stellen. PHost ist daher flexibler, lässt sich aber weitgehend so konfigurieren, dass er das Verhalten des Timhost fast vollständig widerspiegelt.

### Vertriebsform
Das Spiel wird vom Autor als Shareware vertrieben. Es gibt keine zeitlich begrenzte Nutzung des Spiels, aber ein unregistrierter Spieler verfügt lediglich über sechs der zehn Technologiestufen.
Seit 2010 kann man VGA Planets 3 auch rein web-basiert über den Browser spielen. Ähnlich zur Lizenzvergabe des Originals ist diese als NU bezeichnete Version bis zum siebten Technologielevel kostenfrei.

### Hostanbieter
Es gibt verschiedene Webseiten, die das Hosten von VGA-Planets teilweise unentgeltlich anbieten. Einige davon sind gut besucht und erfreuen sich großer Beliebtheit:
- Planetsserver (Hostanbieter mit englischer Webseite, bietet PHost-Spiele, bietet Spiele für Version 3, Rankingsystem)
- Planets NU (Browserbasierte Version von VGA Planets 3) mit eigenem Interface, kostenpflichtig ab Technologielevel 8, bietet THost und eigene Add-Ons, Rankingsystem)

## VGA-Planets 4
Seit 1999 die erste Version von VGA-Planets 4 erschien, befand sich das Spiel in der ständigen (Weiter-)Entwicklung, wie zuvor auch schon bei VGA-Planets 3. Die Entwicklung der Version 4 wurde im Jahr 2005 offiziell beendet.
Zahlreiche neue Regeln machen VGA-Planets 4 zu einem eigenständigen Spiel und somit auch inkompatibel zum Vorgänger. Um nur die wichtigsten davon zu nennen: Bis zu 30 Spieler können nun teilnehmen, die Größe der Karten (Spielfläche) ist ebenso vergrößert worden wie die Anzahl an wählbaren Rassen. Die Spieltaktiken für die einzelnen Rassen unterscheiden sich nun ebenfalls viel deutlicher voneinander. Viele Rassenkombinationen (in einer Allianz) ergänzen sich dabei auf unterschiedliche Weise. Viel wichtiger als noch in der 3er-Version ist nun die Interaktion mit anderen geworden.
Daneben gibt es auch, verglichen mit der alten Version, eine Unzahl von fine-tuning-Möglichkeiten für die verschiedenen Aktivitätsbereiche, Kampf und Wirtschaft. Letzteres ist einer der Kritikpunkte an der 4er-Version („zu viel Micro-Management“), doch dies minderte nicht die Beliebtheit des Spiels. Auch hat der gestiegene Einfluss der Spieler-Community auf die Entwicklung des Spiels dazu beigetragen die Spielbarkeit zu erhöhen.

## VGA-Planets 5 – StarCube
Die Version 5 mit dem Beinamen „StarCube“ basiert auf der Version 4 von VGA-Planets. Der Spieler setzt sich statt bisher mit wenigen jetzt mit tausenden anderen Spielern in einem MMOG-Browserspiel auseinander. Hierbei kann es sowohl rundenbasiert als auch in Echtzeit gespielt werden.
Für die Version 5 wurde die Grafik des Spiels komplett überarbeitet. Als Grundlage dient hierfür die Browsererweiterung Microsoft Silverlight, die es dem Spieler erlaubt, mit seinem Raumschiff in einem dreidimensionalen Universum zu fliegen und diverse Aktionen durchzuführen.
Um der originalen Idee von VGA-Planets trotz einiger Änderungen am Spielkonzept treu zu bleiben, arbeitet Tim Wisseman direkt an VGA-Planets 5 mit. Seit 2012 ist die Entwicklung dauerhaft auf “Hold until new development team is build”. Stand 2015 gibt es keine offizielle Website mehr.

## VGA-Planets NU 2010
Planets NU ist ein browserbasiertes Remake der Version 3, die sich als die bislang beliebteste Version von VGA Planets erwiesen hat. Gegründet 2010 bietet die NU-Version neben einer rein web-basierten Plattform eine überarbeitete Benutzeroberfläche und hat sich mittlerweile zum weltweit größten Anbieter für VGA Planets entwickelt. Wie bei der Lizenz für das Original kann hier bis zum siebten Technologielevel kostenfrei gespielt werden, für Technologielevel bis 10 werden Gebühren erhoben.
In regelmäßigen Abständen werden auf Planets NU Meisterschaftsspiele unter den Erstplatzierten einer jeden Spezies ausgetragen (bis 2020). 2020 wurde ein Team-Liga System eingeführt, in dem Teams aus bis zu elf Spielern gegeneinander antreten um Punkte für ihr Team zu gewinnen. Die bestplatzierten Teams können ab 2021 jeweils einen Vertreter in die Meisterschaftsspiele entsenden.
Außerdem bietet Planets NU neben dem „Classic“-Format diverse andere Formate an, beispielsweise „Campaign“ in dem Spieler ihre Rassenfähigkeiten (begrenzt) verändern können und eine zwölfte Rasse (Horwasp) gespielt werden kann.